# روان ترسولدی
روان ترسولدی (انگلیسی: Ruan Tressoldi؛ زادهٔ ۷ ژوئن ۱۹۹۹) بازیکن فوتبال اهل برزیل است.
از باشگاه‌هایی که در آن بازی کرده‌است می‌توان به باشگاه فوتبال گرمیو اشاره کرد.